# Leptotarsus travassosanus
Leptotarsus travassosanus là một loài ruồi trong họ Ruồi hạc (Tipulidae). Chúng phân bố ở vùng Tân nhiệt đới.